# Oberbergeramt

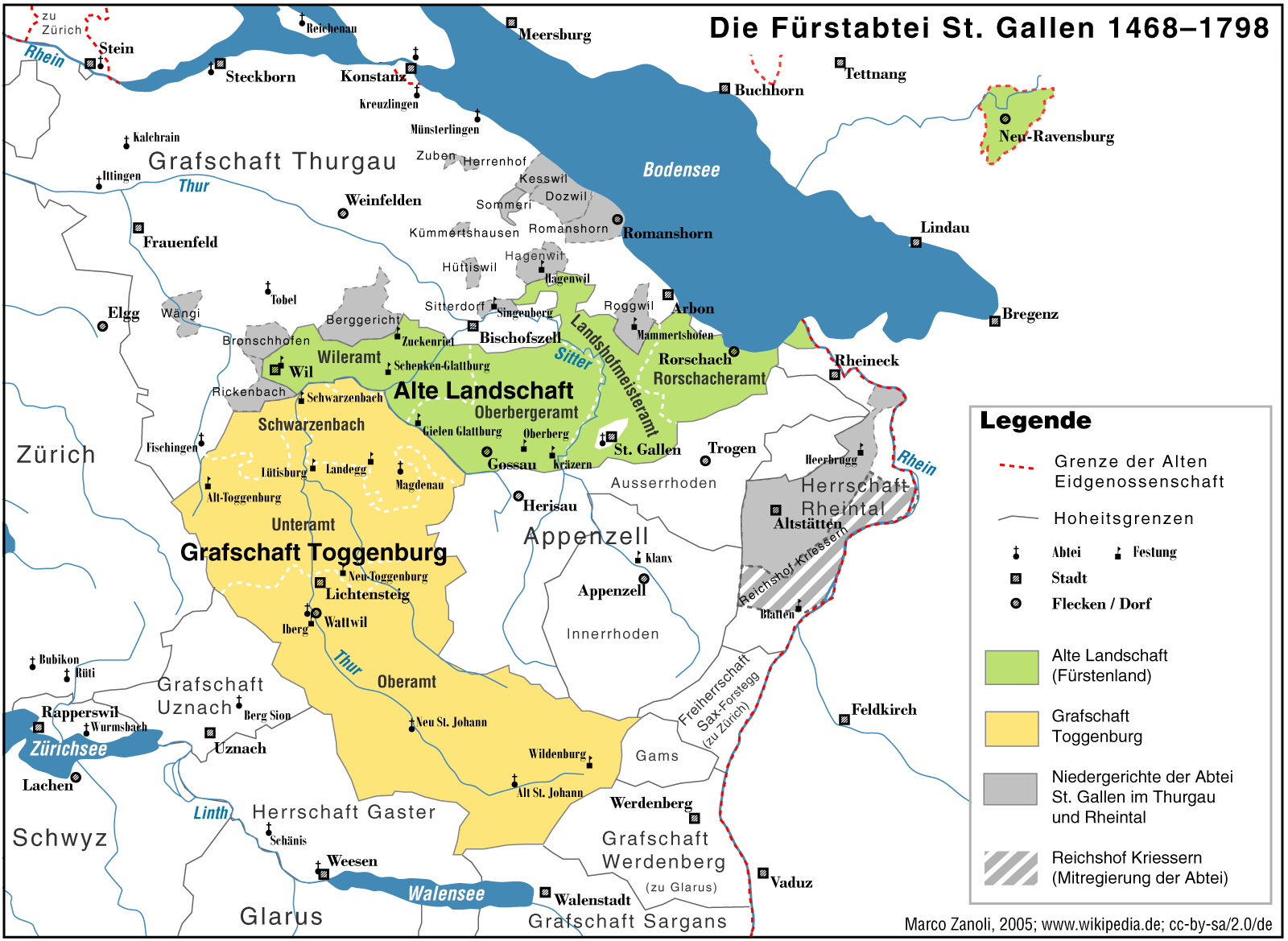
Der St. Galler Klosterstaat 1468–1798

Das Oberbergeramt oder Gossauer Amt war von 1491 bis 1798 ein Verwaltungsbezirk im Oberamt der Alten Landschaft des St. Galler Klosterstaates.
Das Oberbergeramt umfasste die Niedergerichte Gossau, Oberdorf, Andwil, Niederwil-Gebhardschwil, Oberarnegg-Neuandwil, Waldkirch und im Thurgau Sitterdorf.
Die Sitterdorfer waren offenbar dem Abt gegenüber aufsässige Untertanen, die mehrmals Interventionen der Eidgenossen nötig machten. Im Gegensatz zu den Gotteshausleuten im Fürstenland war ihnen jedoch die freie Religionsausübung gestattet.

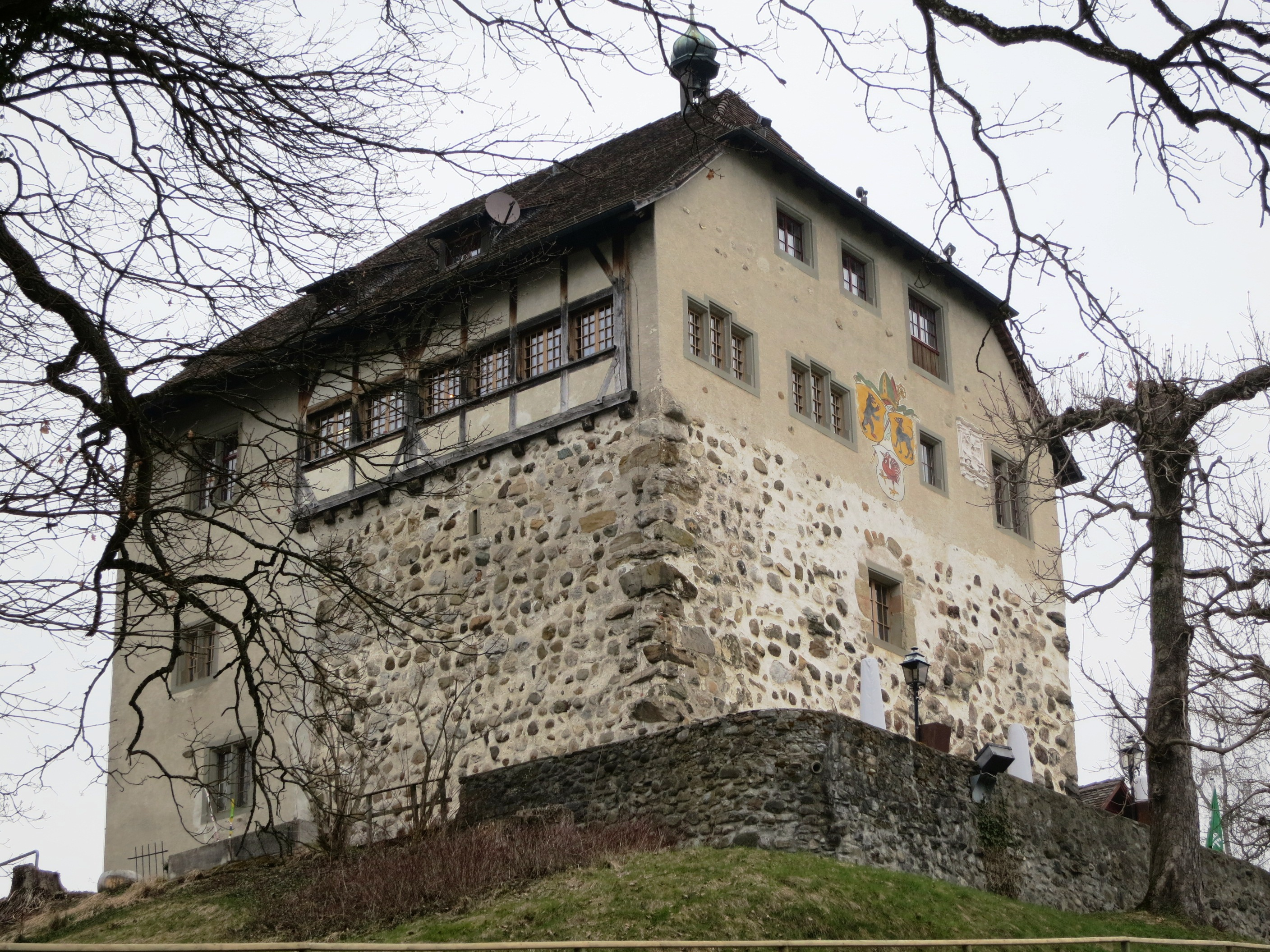
Der Obervogt des Gossauer Amts residierte bis 1790 auf dem Schloss Oberberg bei Gossau.

Residenz der fürstäbtischen Obervögte war 1491 bis 1790 das in der ersten Hälfte des 13. Jahrhunderts erbaute Schloss Oberberg bei Gossau, anschliessend bis 1798 das spätere Gasthaus Ochsen in Gossau.
Der Vogt des Oberbergeramtes beaufsichtigte die Gemeinden, prüfte die Kirchenrechnungen, hielt Gemeindeversammlungen ab und war Untersuchungsbehörde und Gerichtsvorsitzender. Er war zuständig für den Vollzug von Strafen und Bussen und setzte ab dem 17. Jahrhundert Sittenmandate durch.